# Akodon cursor
Akodon cursor is een zoogdier uit de familie van de Cricetidae. De wetenschappelijke naam van de soort werd voor het eerst geldig gepubliceerd door Winge in 1887.

## Verspreidingsgebied
De soort wordt aangetroffen in Brazilië en Argentinië.